# II. Joachim brandenburgi választófejedelem
Joachim Hektor (németül: Joachim II. Hector, ismert magyar ragadványnevén a Fekete Herceg, törökül: Kara Herszek; Cölln, 1505. január 13. – Köpenick, 1571. január 3.) a Hohenzollern-házból származó német nemesember, Joachim Nesztór  brandenburgi választófejedelem fia, aki apját követvén Brandenburg választófejedelme 1535-től 1571-es haláláig. Parancsnokként részt vett Buda 1542-es sikertelen visszavételében.

## Élete

### Családja
I. Joachim választófejedelem fiaként született a Berlin melletti Cöllnben. Joachim volt Neumark és Brandenburg-Küstrin grófságok uralkodója.
Rokona volt Brandenburgi Albertnek a Német Lovagrend nagymesterének és testvérének, Brandenburgi Györgynek, aki nagy birtokokkal rendelkezett Magyarországon és II. Lajos király nevelője volt.
Már fiatalon eljegyezték Szász Magdolna hercegnővel, akitől négy fia és két lánya született kilenc év alatt. Magdolna 1534-ben elhunyt, utána Joachim még egyszer megnősült, s I. Zsigmond lengyel király és Szapolyai Borbála királyné Jagelló Hedvig nevű leányát vette el, akitől három leánya és egy fia született.

### Ifjúsága
Joachim családjában 1539-ben konfliktusok támadtak az evangélikus vallás felvételét illetően, főleg azután, hogy Albert Poroszországban átvette az új hitet és elkobozta a német lovagok birtokait. Joachim nagybátyja volt a mainzi érsek Albert, aki egyben a magdeburgi püspök székét is birtokolta, ezért szorosan kapcsolódott családja a katolicizmushoz. De ő mégis vállalta a lutheri hit felvételét (1539. november 1-jén tért át), s csatlakozott a császár-ellenes Schmalkaldeni Ligához és jó kapcsolatokat épített ki az V. Károllyal szintén szembenálló Dániával, a Porosz Hercegséggel és Svédországgal. A szintén Habsburg-ellenes álláspontot képviselő Lengyelország felé is próbált közeledni, mert a német császár és az osztrák főherceg a lengyelek ellenségét Moszkvát támogatta.
1558. március 18-án közös egyezséget írt alá a pfalzi, a szász, a frankfurti, a württembergi és hesseni uralkodókkal az augsburgi hitvallás egységes felvételéről.

### Uralkodása

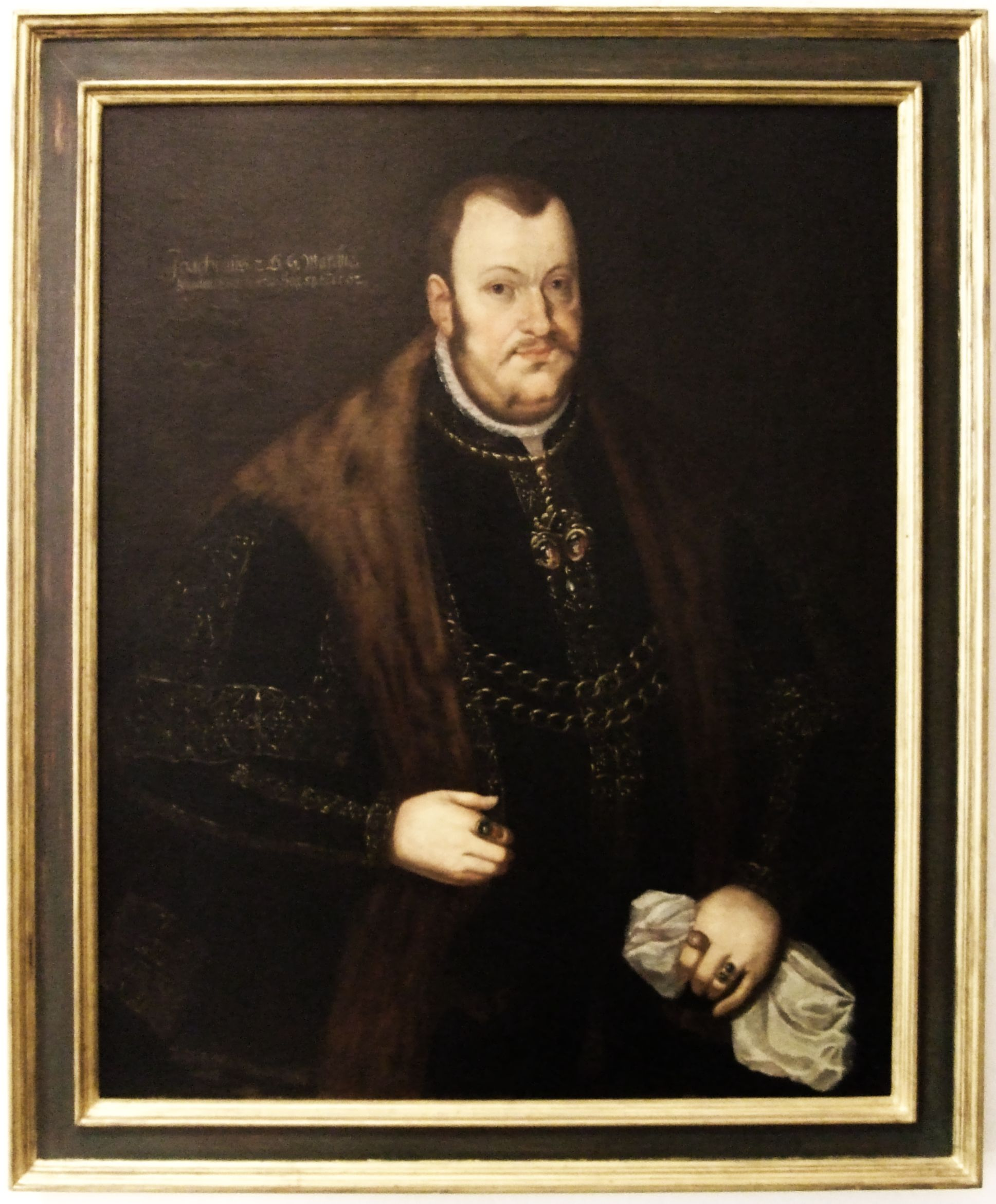
II. Joachim Johann Batista Perini festményén (1562).

Az ellentétek a császárral egy időre háttérbe szorultak, mert I. Ferdinánd osztrák főherceg a speyeri birodalmi gyűléstől kérte, hogy űzzék ki a törököket Budáról. A főherceg a protestáns uralkodókat is meg akarta nyerni az egységes fellépés érdekében, ezért választották Joachimot a keresztény sereg vezérévé. Joachimnak nem voltak hadvezetési tapasztalatai és rossz hírben is állt pazarló életmódja miatt. Állítólag a hadjárat alkalmával még a katonák zsoldját is eltékozolta.
A több mint hatvanezer főt számláló haderő a Német-római Birodalom több államából küldött egységekből tevődött össze, azonkívül a III. Pál pápa, a Velencei Köztársaság és a Raguzai Köztársaság is küldött katonákat. De Joachim annyira lassú iramban haladt, hogy csak későn egyesült a magyar és osztrák csapatokkal. Útközben különféle látogatásokkal, lakomákkal és vadászatokkal is fecsérelte az időt.
A budai vár alá is nagyon későn érkeztek a seregek, de Joachimnak nem volt konkrét elképzelése az ostromról, Buda helyett is inkább csak Pestet vívták kevesebb mint két hétig. Bár a választónak nagy reményei voltak a vállalkozással kapcsolatban, magát tekintette ugyanis a török kiűzése letéteményesének, de miután a védők néhány rohamot visszavertek, a keresztény hadak megszégyenülten elvonultak.
- Lásd még: Buda ostroma (1542)

Züllött életmódja miatt idős korára az egykor még magas és jóképű férfiú elhízott.

Uralkodása alatt építette a Grünewald vadászkastélyt és bővítette a berlini Stadtschloss (királyi palota) várárkát. A kastély átépítéséhez a köpenicki kastély lebontásából szerzett anyagot.
Rendkívül fényűző volt az udvartartása. Halála után országának két és félmillió gulden tartozása maradt.
A pénzügyi nehézségek miatt telepítette le a zsidókat Brandenburgban. (Apja, I. Joachim még 1510-ben kiüldözte őket országából). A zsidók jó pénzügyi szakembereknek bizonyultak, ezért az Odera-menti Frankfurtban saját, maguk által irányított városrészt kaptak, Joachim halála után azonban ismét elhagyni kényszerültek Brandenburgot, de 1671-ben újból vissza lettek telepítve.

## Fordítás
- Ez a szócikk részben vagy egészben  a   Joachim II. (Brandenburg) című német Wikipédia-szócikk fordításán alapul.  Az eredeti cikk szerkesztőit annak laptörténete sorolja fel. Ez a jelzés csupán a megfogalmazás eredetét és a szerzői jogokat jelzi, nem szolgál a cikkben szereplő információk forrásmegjelöléseként.